# Stereospermum zenkeri
Stereospermum zenkeri là một loài thực vật có hoa trong họ Chùm ớt. Loài này được K.Schum. ex De Wild. miêu tả khoa học đầu tiên năm 1903.